# Фиески, Адриано
Адриано Фиески (итал. Adriano Fieschi; 7 марта 1788, Генуя, Генуэзская республика — 6 февраля 1858, Рим, Папская область) — итальянский куриальный кардинал. Префект Дома Его Святейшества, Префект Апостольского дворца и губернатор Кастель-Гандольфо с 11 июля 1836 по 13 сентября 1838. Кардинал in pectore с 23 июня 1834 по 13 сентября 1838. Кардинал-дьякон с 13 сентября 1838, с титулярной диаконией Санта-Мария-ин-Портико-Кампителли с 17 сентября 1838 по 27 января 1843. Кардинал-дьякон с титулярной диаконией Санта-Мария-ад-Мартирес с 27 января 1843 по 19 декабря 1853. Кардинал-священник с титулом церкви Санта-Мария-делла-Виттория с 19 декабря 1853.

## Биография
Участвовал в Конклаве 1846 года, на котором избирали Пия IX.
Умер 6 февраля 1858 года в возрасте 69 лет.